# Diagramme de Jablonski
Pour les articles homonymes, voir Jablonski.

Le diagramme de Perrin et Jablonski indique les transitions suivantesː excitation de l'état fondamental (S=0 en bas) à l'état excité singulet (S=0 en haut), fluorescence (émission par un état excité singulet), conversion intersystème jusqu'à un état triplet (S=1) due au couplage spin-orbite, et phosphorescence (émission par l'état triplet jusqu'à l'état fondamental).

Un Diagramme de Perrin-Jablonski, nommé d'après les physiciens français et polonais Francis Perrin et Alexandre Jabłoński, représente les états électroniques d'une molécule et les transitions entre ces états. L'axe vertical indique le niveau d'énergie, tandis que les états sont groupés horizontalement selon leur multiplicité de spin. Les transitions radiatives sont symbolisées par des flèches droites tandis que les non-radiatives le sont par des flèches ondulées. 

Ce diagramme de Jablonski inclut les niveaux vibrationnels et indique l'absorbance, la relaxation vibrationnelle non-radiative, et la fluorescence.

 L'état vibrationnel fondamental de chaque état électronique est représenté par une ligne épaisse et les autres états vibrationnels par une ligne fine.

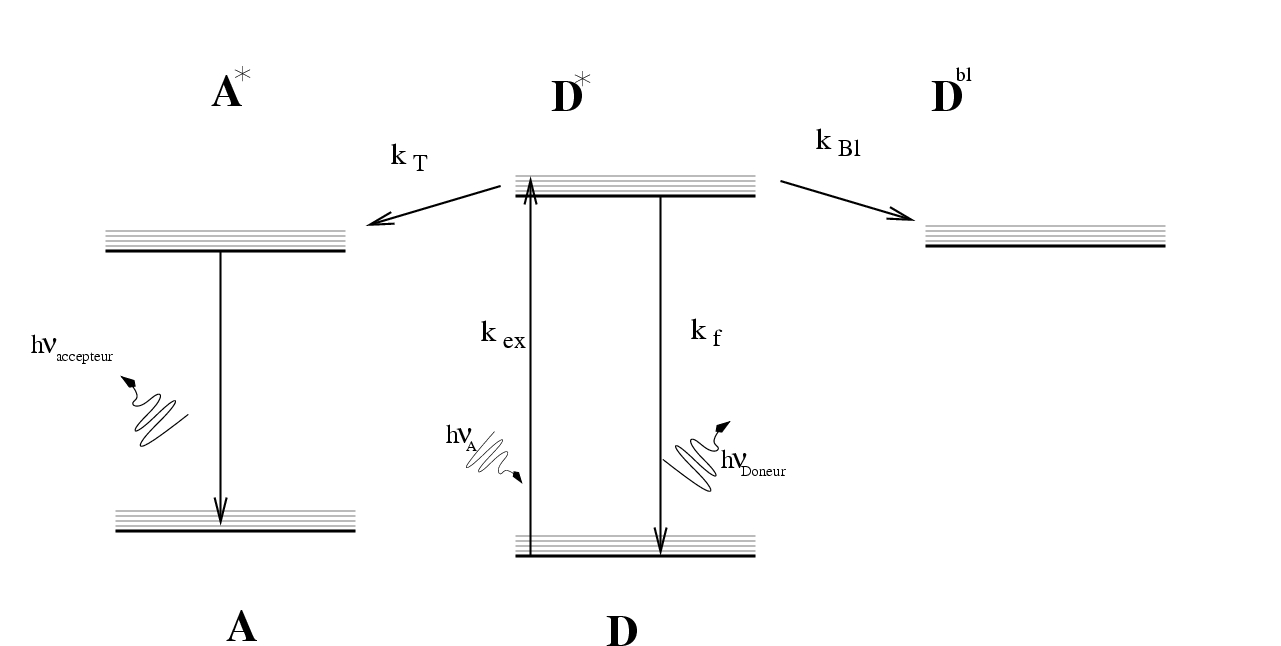
Un diagramme de Perrin-Jablonski représentant le transfert d'énergie entre molécules fluorescentes.

Une transition radiative implique l'absorption ou, au contraire, l'émission d'un photon pour passer d'un état à un autre. C'est le cas de la fluorescence et de la phosphorescence. Une transition non-radiative n'implique pas de photons et il existe plusieurs types de mécanisme, symbolisés différemment dans le diagramme. La relaxation d'un état vibrationnel excité vers un état vibrationnel plus stable est appelé R ou vr. Le processus implique la dissipation d'énergie de la molécule vers ses voisines, il est donc interdit pour les molécules isolées. Un second type de transitions non-radiatives est appelé conversion interne (ic), qui se produit quand un état vibrationnel peut se coupler avec un état vibrationnel d'un état de spin de plus basse énergie. Le troisième type de transition, la conversion intersystème (isc pour intersystem crossing), est une transition vers un état de nombre de spin différent. La conversion intersystème est d'autant plus importante que la molécule possède un couplage spin-orbite fort. Ce type de transition non-radiative peut conduire à la phosphorescence.